# پومپی سنتر (نیویورک)
پومپی سنتر (به انگلیسی: Pompey Center) یک منطقهٔ مسکونی در ایالات متحده آمریکا است که در شهرستان اونانداگا، نیویورک واقع شده‌است.